# Концерт для віолончелі з оркестром (Гіндеміт)

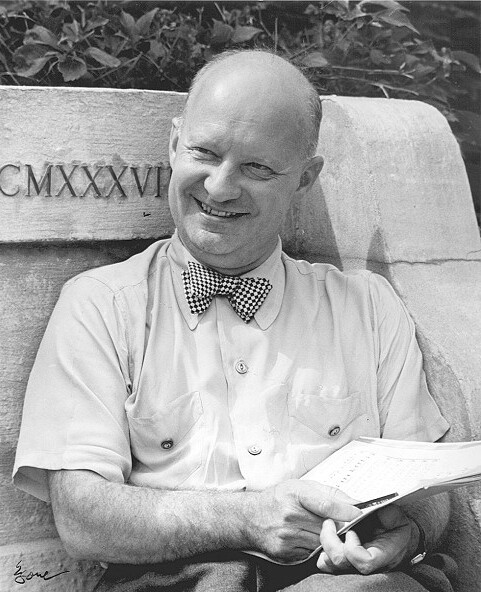
Пауль Гіндеміт у 1945 році

Концерт для віолончелі з оркестром (1940 р.) — музичний твір композитора Пауля Гіндеміта.

## Історія
Перший Концерт для віолончелі у мі-бемоль мажор (Op. 3) Гіндеміт написав у 1915–16 роках. Концерт для віолончелі з'явився через 24 роки після цього і був написаний у червні-вересні 1940 року.
Гіндеміт потрапив під цензуру націонал-соціалістів у Німеччині за написання «дегенеративної музики», тому 1940 року переїхав до Швейцарії. Там він почав роботу над Концертом для віолончелі з оркестром і завершив її того ж року у США (Ленокс, штат Массачусетс), де вони з дружиною оселилися.
Друга світова війна значно вплинула на музичне життя у Сполучених Штатах через політику та пропаганду і виштовхнула музику німецьких іммігрантів на узбіччя. Гіндеміт писав своїй дружині 16 лютого 1940 року, що йому б хотілося «пройти через жахливі події сьогодення із задовільною роботою».
Перша чернетка останньої частини була майже завершена ще у липні-серпні 1940 року; не збереглася.
Концерт для віолончелі було написано для віолончеліста Григорія П'ятигорського. Прем'єра відбулася 7 лютого 1941 року у Бостоні в Symphony Hall; виконували Бостонський симфонічний оркестр, Григорій П'ятигорський (віолончель), Сергій Кусевицький (диригент). Запису цього виконання здійснено не було, вочевидь, через контрактні зобов'язання. Існує запис радіопередачі від 15 грудня 1943 року, уперше виданий у збірці «The Art of Gregor Piatigorsky» West Hill Radio Archives (WHRA-6032); запис поганої якості.
Перше повне укладення нот — 1940, Майнц: Schott; було видане у 1943.
Про цей концерт з великою повагою відгукнувся Янош Старкер, назвавши його «найкращим концертом для віолончелі двадцятого століття: прекрасно складеним, з чудовим музичним матеріалом, неймовірно оркестрованим…».
Існує чимало записів Концерту невідповідної якості, через що його рідко відносять до найкращих робіт Гіндеміта.

## Будова та особливості
Написаний у ключі Соль (Соль мажор).
Концерт складається з трьох розділів:
1. Mäßig schnell: Allegro moderato, (Half note.png = 92)
2. Ruhig bewegt; Sehr Lebhaft; Im früheren langsamen Zeitmaß: Andante con moto, (♩‧ = 60)
3. Marsch. Lebhaft: Allegro marciale (Half note.png = 112)

Середня тривалість — 25-28 хвилин.
Хоча у деяких інших роботах Гіндеміта, написаних у той же час, як от Симфонія у Мі-бемоль, виразно відчувається тривога і мілітаристичний дух часу, Концерт для віолончелі майже не відображає середовища війни. Його описуються як доволі дотепний, інколи зухвалий твір, однак радше серйозний, ніж розважальний.
Друга частина має незвичну структуру; першу тему Вільям Волтон згодом використав як предмет своїх Варіацій на тему Гіндеміта (1963). Перша частина повільно мелодійно розширюється, містячи багато сольних пасажів окремих учасників оркестру. У середній частині — бадьоре скерцо. Ці дві достатньо контрастні теми співіснують паралельно у третій частині.
Для інструментальних творів Гіндеміта взагалі і для Концерту для віолончелі зокрема характерне тематичне цитування. У третій частині концерту він цитує марш принцеси Анни Амалії. Тут він зберігає камерність звучання, обмежуючи виконавський склад. Проте завдяки зовсім тихій динаміці (р-рр), середньому та високому регістру, стакато в дерев'яних духових, кришталевому дзвону челести, трикутника, дзвіночків він перетворюється на казковий «ляльковий» марш.